# Basler Volksblatt
Basler Volksblatt was een Duitstalig Zwitsers dagblad.
Het dagblad werd opgericht in 1873 in Bazel en was de eerste katholieke krant in het protestantse Bazel. Vanaf 1890 werd de krant dagelijks uitgegeven. Rond 1900 kende de krant een oplage van 8.000 exemplaren. In 1982 ging de krant op in de titel Nordschweiz, dat later op zijn beurt zou opgaan in de Basellandschaftliche Zeitung. Op het einde kende de krant een oplage van 9.600 exemplaren.
- Historisch woordenboek van Zwitserland: 043479
- Virtual International Authority File: 122710878